# Ricky Cheng
Ricky Cheng Siu Chung (n. Hong Kong, 29 de setembre de 1972) és un exfutbolista hongkonguès, naturalitzat costa-riqueny.

## Vida personal
El seu pare es diu Cheng Kwok Kan, la seva mare Sin Hoi Chi i té una germana anomenada Cheng So Man, a més està casat amb Elisa Wong, també nascuda a Hong Kong.

## Trajectòria
Va néixer a Hong Kong (Xina), però es va criar a Costa Rica, on va arribar quan era nen i es va radicar aquí fins als 12 anys. En aquesta època es va naturalitzar.
En la Primera Divisió de Costa Rica va jugar amb el Uruguai de Coronat i la Alajuelense, segons les seves xifres va marcar dos gols i 69 partits en sis tornejos. Va debutar contra Saprissa (va caure 0-1), el 7 de gener de 1989, i va marcar el seu primer gol a Dean Salmon, el 28 de juliol de 1991. Amb Alajuelense va aconseguir els títols de 1991 i 1992. Actualment és l'assistent tècnic del Kitchee SC de la Primera Divisió d'Hong Kong.

## Internacional
En les seleccions, va representar Costa Rica en la categoria infantil Sub-17 (va aconseguir un gol en quatre partits), la juvenil Sub-20 (sis gols en nou jocs) i la Sub-23 no va jugar. Va jugar amb la Major de Hong Kong (sis gols en nou partits).

## Clubs
| Club                | País            | Any         |
| ------------------- | --------------- | ----------- |
| Uruguai de Coronado | Costa Rica      | 1989 - 1990 |
| Alajuelense         | Costa Rica      | 1990 - 1993 |
| Happy Valley        | R.P. de la Xina | 1993        |
| Eastern AA          | R.P. de la Xina | 1994        |
| Alajuelense         | Costa Rica      | 1995 - 1996 |
| Instant-Dict        | R.P. de la Xina | 1996 - 1998 |
| South Xina AA       | R.P. de la Xina | 1998 - 2000 |
| Instant-Dict        | R.P. de la Xina | 2000 - 2001 |
| South Xina AA       | R.P. de la Xina | 2001 - 2002 |